# 33 Dywizja Strzelców (RFSRR)
33 Dywizja Strzelców – dywizja piechoty Armii Czerwonej okresu wojny domowej w Rosji, w tym wojny polsko-bolszewickiej.

## Formowanie i walki
Sformowana w październiku 1918 w Astrachaniu jako 1 Dywizja Strzelców. W marcu 1919 przemianowana na 33 Kubańską D.S. W składach 8 Armii i 11 Armii walczyła w składzie Frontu Południowego pod Astrachaniem i Kantymirowką, Pawłowem i Woroneżem. W marcu 1920 weszła w skład 9 Armii, zaś w maju 1920 w skład 10 Armii. W czerwcu podporządkowana dowódcy Frontu Zachodniego Tuchaczewskiemu. Wzięła udział w ofensywie Tuchaczewskiego walcząc pod Mołodecznem, nad Niemnem i Narwią. 
1 sierpnia 1920 dywizja liczyła w stanie bojowym 442 żołnierzy z tego piechoty 3130. Na uzbrojeniu posiadała 139 ciężkich karabinów maszynowych i 28 dział. 
Poniosła ogromne straty podczas odwrotu znad Wisły i 30 sierpnia 1920 została rozformowana.

## Dowódcy dywizji
Podczas walk z Polakami dywizja dowodzili: O.A. Stigga (3 marca - 25 sierpnia) i N.A. Szabanow (25 - 30 sierpnia).

## Struktura organizacyjna
Skład w sierpniu 1920:
- 97 Brygada Strzelców
  - 289 pułk strzelców
  - 290 pułk strzelców
  - 291 pułk strzelców
- 98 Brygada Strzelców
  - 292 pułk strzelców
  - 293 pułk strzelców
  - 294 pułk strzelców